# Trashlight Vision
A Trashlight Vision amerikai punkegyüttes volt 2004-től 2007-ig. A zenekarban a Murderdolls gitárosa, Acey Slade szerepelt. Pályafutásuk alatt két EP-t és egy stúdióalbumot adtak ki. 2011-ben újból összeálltak egy koncert erejéig.

## Tagok
- Acey Slade - gitár, ritmusgitár (2004-2007, 2011)
- Steve Haley - vokál, gitár (2004-2007, 2011)
- Roger Segal - basszusgitár, vokál (2004-2007, 2011)
- Jonny Chops - dob (2007)
- Lenny Thomas - dob (2004-2007, 2011)

## Diszkográfia
- Trashlight Vision EP (2004)
- Allergic to Home EP (2005)
- Alibis and Ammunition (album, 2006)